# تصفيات كأس العالم 2014 – أمريكا الشمالية الدور الرابع
هذه الصفحة تقدم ملخصات من مباريات الدور الرابع عن قارة أمريكا الشمالية المؤهلة لكأس العالم لكرة القدم 2014.

## النظام
سوف يشهد الدور الرابع تنافس فائزي وثواني المجموعات الثلاث من الدور الثالث في مجموعة واحدة من 6 فرق. غالباً ما يشار إلى هذه المرحلة بالسداسية أو العرافة، وقد تم استخدامها من قبل الكونكاكاف لتحديد مشاركيه في نهائيات كأس العالم منذ التصفيات المؤهلة لكأس العالم لكرة القدم 1998.
من المقرر أن تلعب المباريات من 6 فبراير إلى 15 أكتوبر 2013. المنتخبات التي ستحتل المراكز الثلاث الأولى تتأهل إلى نهائيات كأس العالم في البرازيل، بينما سيخوض صاحب المركز الرابع الملحق ضد الفائز من تصفيات أوقيانوسيا.

## المنتخبات المتأهلة
سوف يتحدد من هم المتأهلين من الدور الثالث في 16 أكتوبر 2012.
| المجموعة 1                 | المجموعة 2            | المجموعة 3     |
| -------------------------- | --------------------- | -------------- |
| الولايات المتحدة · جامايكا | المكسيك · كوستاريكا · | هندوراس · بنما |

## المباريات
| فريق             | لعب | فاز | تعادل | خسر | له | عليه | فارق | نقاط |
| ---------------- | --- | --- | ----- | --- | -- | ---- | ---- | ---- |
| الولايات المتحدة | 10  | 7   | 1     | 2   | 15 | 8    | +7   | 22   |
| كوستاريكا        | 10  | 5   | 3     | 2   | 13 | 7    | +6   | 18   |
| هندوراس          | 10  | 4   | 3     | 3   | 13 | 12   | +1   | 15   |
| المكسيك          | 10  | 2   | 5     | 3   | 7  | 9    | −2   | 11   |
| بنما             | 10  | 1   | 5     | 4   | 10 | 14   | −4   | 8    |
| جامايكا          | 10  | 0   | 5     | 5   | 5  | 13   | −8   | 5    |

| كوستاريكا        | —   | <1–0 | 2–0 | 2–1 | 2–0 | 3–1 |
| هندوراس          | 1–0 | —    | 2–0 | 2–2 | 2–2 | 2–1 |
| جامايكا          | 1–1 | 2–2  | —   | 0–1 | 1–1 | 1–2 |
| المكسيك          | 0–0 | 1–2  | 0–0 | —   | 2–1 | 0–0 |
| بنما             | 2–2 | 2–0  | 0–0 | 0–0 | —   | 2–3 |
| الولايات المتحدة | 1–0 | 1–0  | 2–0 | 2–0 | 2–0 | —   |

اجتمع ممثلي الاتحادات الست الوطنية سوياً يوم 19 أكتوبر 2012، ولكن لم يتمكنوا من الاتفاق على الجدول الزمني للدور الرابع. قرعة جدول المباريات ستجرى من قبل الكونكاكاف والفيفا يوم 7 نوفمبر 2012، في ميامي بيتش، فلوريدا، الولايات المتحدة.

## وصلات خارجية
- النتائج والمباريات (إصدار موقع الفيفا)
- النتائج والمباريات (إصدار موقع الكونكاكاف)